# Granulit

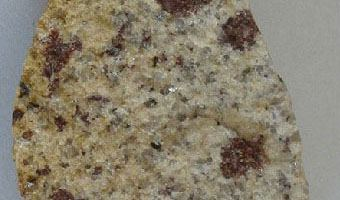
Exempel på granulit

Granulit (av latinets granulum, litet korn) är en metamorf bergart som hör till urberget och är en finkornig, kristallin blandning av fältspat (vanligen röd ortoklas) och kvarts med och mörkare stråk av pyroxen med inströdda små, röda granater. Bergarten är oftast tydligt skiffrig och visar dessutom en ganska regelbunden skiktning samt bildar växlande lager med gnejs. Genom upptagande av glimmer (biotit) bildar den ibland övergångar till gnejs. Det första och bäst kända granulitområdet är det sachsiska, beläget på nordvästra sluttningen av Erzgebirge.
Den sachsiska granuliten, som ställdes upp som typ för granuliten, visade sig vara en pressad eruptiv bergart.

## Granulit i Sverige
De bergarter, som i Sverige tidigare var kända under namnen eurit eller hälleflintgnejs, liknar väsentligen den inom det sachsiska granulitområdet förhärskande bergarten, nämligen biotitgranuliten, och uppträder ofta på samma sätt som denna, varför densamma av svenska geologer även tidigare benämnts granulit. Termen granulit försvann under början av 1900-talet alltmer ur svenskt bruk och ersattes med leptit.